# Cassinga
Cassinga (auch Kassinga) ist eine ehemalige Stadt in der Provinz Huíla im Süden von Angola.

## Geschichte
Cassinga entstand als Wohnstätte für die Beschäftigten einer Eisenerz-Mine. Sie wurde von den portugiesischen Kolonialherren mit Hilfe des deutschen Unternehmens Krupp eingerichtet. Zur Verschiffung des Erzes wurde 1966/67 in der Saco-Bucht zwölf Kilometer nördlich von Moçâmedes der Umschlaghafen Sacomar errichtet, in das das von der Compania Mineira do Lobito (CML) abgebaute Material transportiert wurde. Den Bau der Mine und von 300 Kilometer Eisenbahnverbindung besorgte Krupp. Der Hafen wurde von einer portugiesisch-dänischen Firma (SETH/Hojgaard & Schultz) gebaut.
Das Erzterminal entstand innerhalb eines Jahres und der erste 250.000-Tonnen-Frachter wurde bereits 1967 abgefertigt. 
Nach der Unabhängigkeit Angolas von Portugal 1975 wurden die Bergwerksanlagen und die Stadt Cassinga mit Beginn des Angolanischen Bürgerkrieges (1975–2002) verlassen, auch wegen eines Verfalls der Weltmarktpreise.
Am 4. Mai 1978 ereignete sich in dem Ort das Cassinga-Massaker, ein südafrikanischer Luftlande-Angriff auf ein Ausbildungs- und Flüchtlingslager der SWAPO, an das jährlich in Namibia am Cassinga-Tag erinnert wird.

## Wirtschaft
Eisen- und Manganerzvorkommen in Angola liegen im Interesse moderner Investitionen des In- und Auslands, beispielsweise das Gebiet um Cassinga.
Es gab in den 2000er-Jahren japanisches Interesse an einer Wiederaufnahme des Eisenerzbergbaus und der Revitalisierung der Verladekapazitäten in Moçâmedes. Die Toyota Tsusho Corp. ist der hauptsächlich Investor. Diskutiert wurde auch die Schaffung einer Eisenbahnverbindung nach Walvis Bay über Oshikango an Namibias Nordgrenze.

## Verwaltung
Cassinga ist Sitz einer gleichnamigen Gemeinde (Comuna) im Kreis (Município) von Jamba, in der Provinz Huíla.